# Арбуз
Арбу́з обыкнове́нный (лат. Citrúllus lanátus), или арбу́з шерсти́стый, или арбу́з столо́вый — однолетнее травянистое растение, вид рода Арбуз (Citrullus) семейства Тыквенные (Cucurbitaceae). В зависимости от сорта может быть столового или кормового назначения. В качестве кормового также используется арбуз кормовой (Citrullus colocynthoides).
Бахчевая культура. Плод — тыквина, шаровидной, овальной, уплощённой или цилиндрической формы; окраска коры от белой и жёлтой до тёмно-зелёной с рисунком в виде полосок и пятен; мякоть, как правило, розовая, красная, малиновая, реже — белая и жёлтая.

## Этимология названия
Слово заимствовано из кыпч. χarbuz. По-украински и по-белорусски арбуз обозначается словом «каву́н» (что по-тюркски означает «дыня»), тогда как «гарбузо́м» (укр. гарбуз) украинцы и белорусы называют тыкву. Кавуном также многие называют арбуз в юго-западных регионах России. Тюркское χarbuz/karpuz восходит к персидскому χarbūza, χarbuza — дыня (буквально «большой огурец», наподобие харсанг — большой камень, харггӯш — большеухий (кролик) и т. д.; причём харбуза на таджикском и персидском языке, а также на дари означает дыня; ср. авест. χara — большой, ср.-перс. būčinā — огурец). Напротив, в болгарском языке арбуз обозначается словом диня.
Арбуз как вид был описан в 1794 году шведским натуралистом Карлом Петером Тунбергом, который дал ему название Momordica lanata. В род Арбуз (Citrullus) переведён в 1916 году японскими ботаниками Ниндзо Мацумурой и Такэносином Накаи.

## Ботаническое описание
Стебли тонкие, гибкие, ползучие или вьющиеся, обычно округло-пятигранные, длиной до 4 м и более, разветвлённые. Молодые части стебля густо опушены мягкими оттопыренными волосками.
Листья на длинных черешках, очерёдные, волосистые, грубоватые, в очертании треугольно-яйцевидные, при основании сердцевидные, длиной от 8—10 до 20—22 см и шириной от 5—10 до 15—18 см, с обеих сторон жёстко шероховатые, глубоко трёхраздельные, доли их перисто-раздельные или дважды перисто-раздельные, с удлинённой на верхушке, острой средней долей, боковые доли обычно закруглённые, иногда листья цельные, более-менее лопастные.
Усики у арбуза представляют собой специализированные боковые органы растения. Они являются видоизменёнными стеблями или листовыми структурами, предназначенными для поддержки растения. Они функционируют как орган захвата, позволяя растению цепляться за окружающие объекты и обеспечивать устойчивость по мере роста. Усики обладают способностью к активному движению, называемому тактильный тропизмом: они могут изгибаться и скручиваться в ответ на прикосновение или наличие близлежащих опор. Это позволяет арбузу, как и другим вьющимся растениям, эффективно использовать окружающую среду для поддержки своего роста, минимизируя потребность в мощной опорной системе.
Цветки однополые, с прицветничками лодочкообразной формы. Тычиночные цветки одиночные, диаметром 2—2,5 см, на мохнатом цветоносе; цветоложе широко колокольчатое, пушистое; чашелистики узколанцетные до шиловидно-нитевидных; венчик снаружи зеленеющий и мохнатый, широко воронковидный, доли его продолговато-яйцевидные или овальные; тычинок пять, из них четыре попарно сросшиеся, а одна свободная. Пестичные цветки одиночные, несколько крупнее мужских; завязь более-менее опушённая; столбик тонкий, длиной около 5 мм; рыльце пятилопастное, зеленоватое.
Плод всех представителей рода Арбуз — многосемянная, сочная тыквина. Плоды арбуза по форме, величине и окраске могут очень сильно отличаться друг от друга в зависимости от сорта; поверхность плодов в большинстве случаев гладкая.
Семена плоские, часто окаймлённые, разнообразно окрашенные, с рубчиком. Мякоть розовая или красная, очень сочная и сладкая, но есть сорта с беловато-жёлтой мякотью.
Цветёт в летние месяцы.

## Распространение и экология
Родиной арбуза является Южная Африка (Ботсвана, Лесото, Намибия, ЮАР: Капская провинция, Фри-Стейт, Гаутенг, Квазулу-Натал, Лимпопо, Мпумаланга, Северо-Западная провинция, Северо-Капская провинция). Ранее предком культурного арбуза считался колоцинт (Citrullus colocynthis), однако на основе генетических исследований (ДНК из хлоропластов) было выдвинуто предположение, что культурный и дикий арбузы происходят от общего предка — возможно, Citrullus ecirrhosus  («дыня тсамма»). Последняя, произрастающая в пустыне Калахари, и поныне является важным источником воды для бушменов.
Согласно генетическому исследованию, опубликованному в 2021 году, арбуз произошёл не из южной, а из северо-восточной Африки, и его ближайший дикий родственник произрастает в Судане.
Уже в Древнем Египте люди знали и возделывали арбузы. Доказательства выращивания арбуза в Египте известны с эпохи Среднего царства в XX веке до н. э. (арбузные семена в постройках Двенадцатой династии). Арбуз часто помещали в усыпальницы фараонов как источник пищи в их загробном существовании (семена были обнаружены и в гробнице Тутанхамона). Кроме того, он изображался на стенах гробниц и упоминался во многих медицинских рецептах древних папирусов. В ДНК арбуза из гробницы XVIII династии Нового царства возрастом 3500 лет генетики выявили две мутации, одна из которых отключила ген, перерабатывающий красный пигмент ликопен, а другая — ген, ответственный за производство горьких на вкус веществ кукурбитацинов. Наиболее же близким к культурному арбузу оказались кордофанские арбузы с белой и сочной мякотью Citrullus lanatus subsp. cordophanus, выращиваемые в районе Северного и Южного Дарфура в Судане. Это, возможно, говорит о том, что кордофанские арбузы являются потомками прародителя популяции одомашненного арбуза, который распространился на север вдоль Нила, с дальнейшими улучшениями, такими как появление красной мякоти. Кордофанские арбузы и одомашненные арбузы образуют сестринскую кладу по отношению к слизисто-семянному арбузу Citrullus mucosospermus.
В одном из древнеегипетских мифов рассказывается, что арбуз вырос из мужского семени, рассеянного богом Сетом, безуспешно преследовавшим богиню Исиду.
Древние семена арбуза были обнаружены в Судане (1500 лет до н. э.), а также в Ливии (3000 лет до н. э.).
Из стихов Вергилия следует, что арбуз был знаком и древним римлянам. В Древнем Риме его ели свежим либо засоленным, а также варили из него мёд. К X веку с ним познакомились и китайцы, называвшие его «дыней Запада». В сентябре каждого года они устраивали «арбузный праздник», где главным угощением был арбуз. Арабы придавали арбузу большое значение, приписывая ему свойство «…очищать тело и выносить болезни из тела, если принимать его постоянно перед едой».

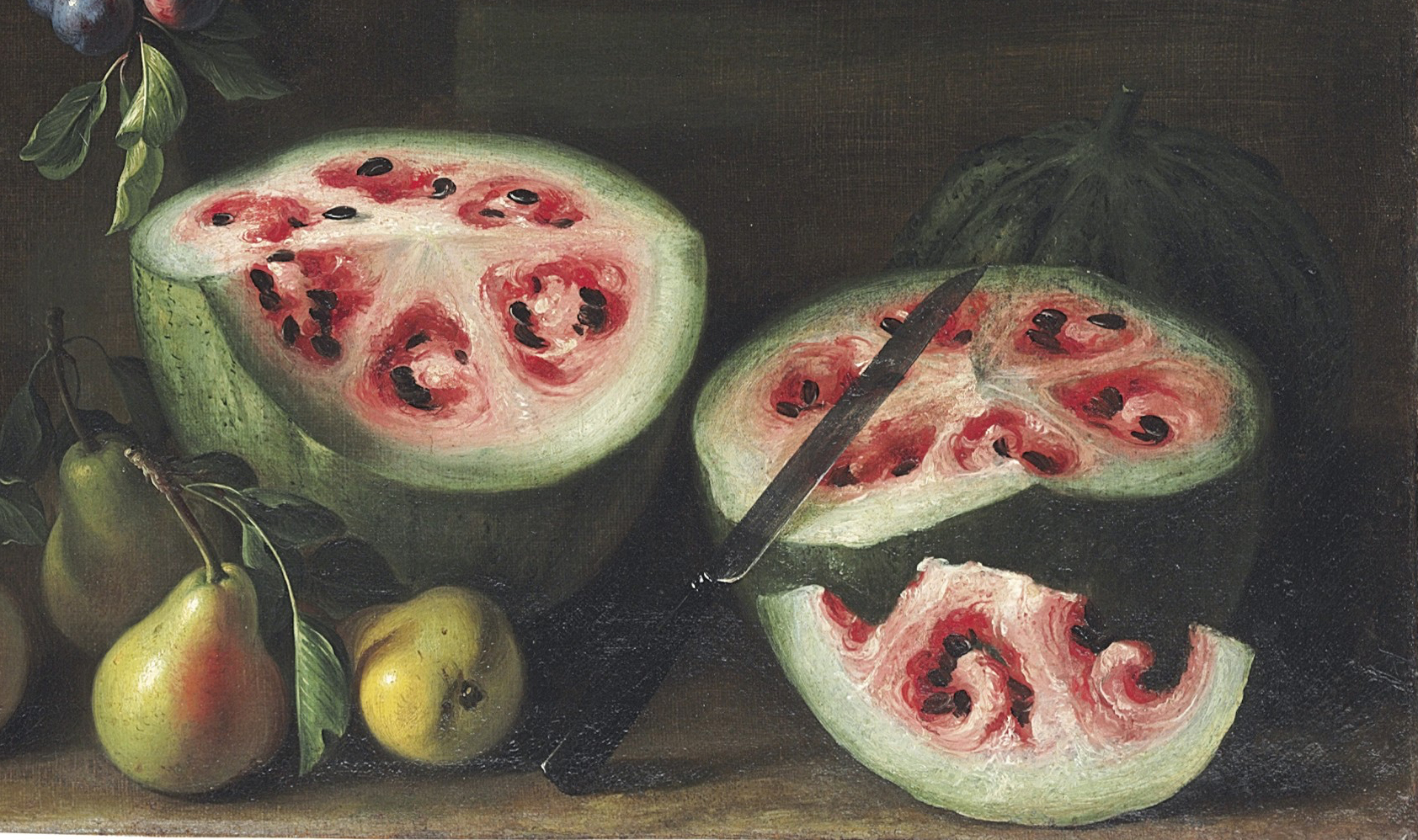
Арбуз на натюрморте Джованни Станки, Италия, ок. 1645—1672. Фрагмент

В средневековую Западную Европу арбузы были завезены в эпоху крестовых походов. В Англии арбузы появились лишь в 1629 году, но в естественных условиях росли плохо, их возделывали в парниках. В Россию арбузы вплоть до второй половины XVII века привозили из-за границы. Их редко ели сырыми, готовили такое блюдо: арбуз резали очень тонко, дольки клали в щёлок (соду), потом варили патоку с перцем и пряностями. Первые арбузы были посеяны по царскому указу от 11 ноября 1660 года. При Петре I арбузы перестали возить из-за границы, подавали во время дворцовых ассамблей вымоченными в сахарном сиропе. Лишь в XIX веке арбуз стал доступен народу.
Больше всего арбузов выращивается в Китае, далее с заметным отставанием следуют Иран, Турция, Индия, Бразилия, а также Узбекистан, Россия (см. таблицу внизу).
В России промышленная культура арбуза сосредоточена в Поволжье, некоторых местностях южных областей; здесь арбуз свободно дозревает на открытом воздухе, достигая при этом превосходных вкусовых качеств; в средних чернозёмных областях, равно как и в более северных местностях, в грунте арбуз иногда не дозревает, поэтому культура на полях заменяется выводом его на так называемых паровых холмиках (ямах, заполненных навозом и конусообразно накрытых землёй) или в парниках. Для бахчевой культуры предпочитается целинный супесчаный чернозём, на котором плоды получаются крупнее, чем на суглинистом. Созревание ранних сортов — во второй половине июня, поздних — к осени.
Арбузы хорошо культивируются в степном и средиземноморском климате с долгим жарким сухим летом и мягкой, короткой зимой.

## Почва
Арбуз демонстрирует наилучшие результаты при выращивании в почвах с оптимальным уровнем кислотности, находящимся в диапазоне рН 5,7-6,2. Эта культура предпочитает почвенную среду, близкую к нейтральной или щелочной.
Для определения точного уровня кислотности почвы необходимо провести лабораторное тестирование. В случае, если уровень рН ниже 5, рекомендуется применение доломитовой муки в дозировке 4 т/га или 40 кг на 1 сотку. Если же уровень рН превышает 5, следует внести доломитовую муку в количестве 3,5 т/га или 35 кг на 1 сотку.

## Растительное сырьё

### Химический состав
Плодовая мякоть арбуза содержит от 5,5 до 13 % легкоусваиваемых сахаров (глюкоза, фруктоза и сахароза). К моменту созревания преобладают глюкоза и фруктоза, сахароза накапливается в процессе хранения арбуза. В мякоти содержатся пектины — 0,68 %, белки — 0,7 %; кальций — 14 мг/% (мг на 100 г), магний — 224 мг/%, натрий — 16 мг/%, калий — 64 мг/%, фосфор — 7 мг/%, железо в органической форме — 1 мг/%; витамины — тиамин, рибофлавин, ниацин, фолиевая кислота, каротин — 0,1—0,7 мг/%, аскорбиновая кислота — 0,7—20 мг/%, щелочные вещества. В 100 граммах съедобной части плода содержится 38 килокалорий.
Арбузные семена содержат до 25 % жирного масла. Масло семян арбуза содержит линолевую, линоленовую и пальмитиновую кислоты, по физико-химическим свойствам похоже на миндальное масло и может заменять его, по вкусовым — на оливковое.

### Фармакологические свойства
В качестве лекарственного сырья используются плоды зрелого арбуза (мякоть, корка) и семена.
Арбуз обладает сильным мочегонным, желчегонным, противовоспалительным, жаропонижающим, слабительным и общеукрепляющим свойствами. Нормализует процессы обмена веществ, усиливает перистальтику кишечника.

## Значение и применение
На юге из арбуза готовят нардек («арбузный мёд»), упаривая арбузный сок до густоты мёда. Нардек содержит до 20 % сахарозы и 40 % инвертного (расщеплённого) сахара. Также для юга России характерен солёный арбуз — маринованный арбуз в уксусе.
Соли железа, калия, натрия, фосфора, магния, содержащиеся в мякоти арбуза, благотворно влияют на деятельность органов кроветворения, пищеварения, сердечно-сосудистой системы, желёз внутренней секреции. Арбуз используют в лечебном питании при малокровии, заболеваниях сердечно-сосудистой системы, болезнях печени, камнях желчного пузыря и мочевыводящих путей, а также как мочегонное при мочекислом диурезе, при ожирении и необходимости голодания по показанию в ходе лечения. Он не вызывает раздражения почек и мочевыводящих путей. Содержание в арбузной мякоти легко усвояемых сахаров и воды обусловливает применение арбуза при хронических и острых заболеваниях печени. Клетчатка арбузной мякоти улучшает пищеварение, способствует выведению холестерина, а содержащаяся в арбузе фолиевая кислота и витамин С оказывают противосклеротическое действие. Сок арбуза хорошо утоляет жажду при лихорадочном состоянии. Содержание щелочных соединений регулирует кислотно-щелочное равновесие, вследствие чего арбуз применяют при ацидозах различного происхождения.
Арбуз обладает свойством накапливать в плодах нитраты. Иногда приём арбуза может вызывать тошноту, рвоту, желудочные боли и понос. У детей могут возникнуть тяжёлые диспепсические явления, сопровождающиеся рвотой и поносом.

## Классификация

### Разновидности и сорта
Разновидности
В рамках вида выделяют две разновидности:
- Citrullus lanatus var. citroides (L.H.Bailey) Mansf. — Ботсвана, Лесото, Намибия, ЮАР (Капская провинция, Свободное государство, Квазулу-Натал, Трансвааль); также известен как дыня тсамма;

- Citrullus vulgaris var. citroides L. H. Bailey;

- Citrullus lanatus var. lanatus — встречается только в культурном виде;

- [syn.  Citrullus aedulis Pangalo];
- Citrullus lanatus var. caffer (Schrad.) Mansf.;
- [syn.  Citrullus vulgaris Schrad. ex Eckl. & Zeyh.];
- [syn.  Colocynthis citrullus (L.) Kuntze];
- [syn.  Cucurbita citrullus L.].

#### Сорта

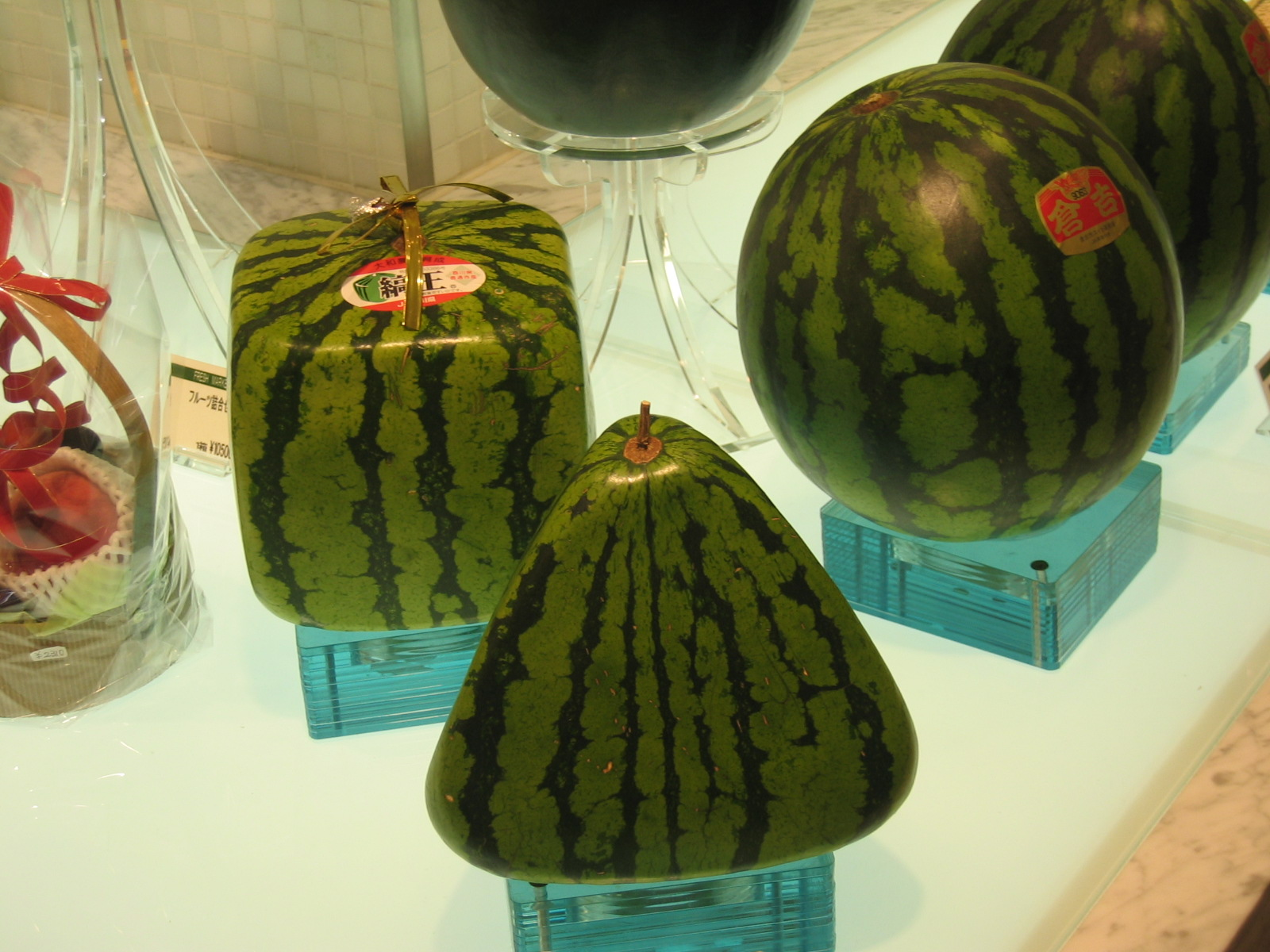
Кубический и пирамидальный арбузы, Овощи необычной формы. Токио (Япония)

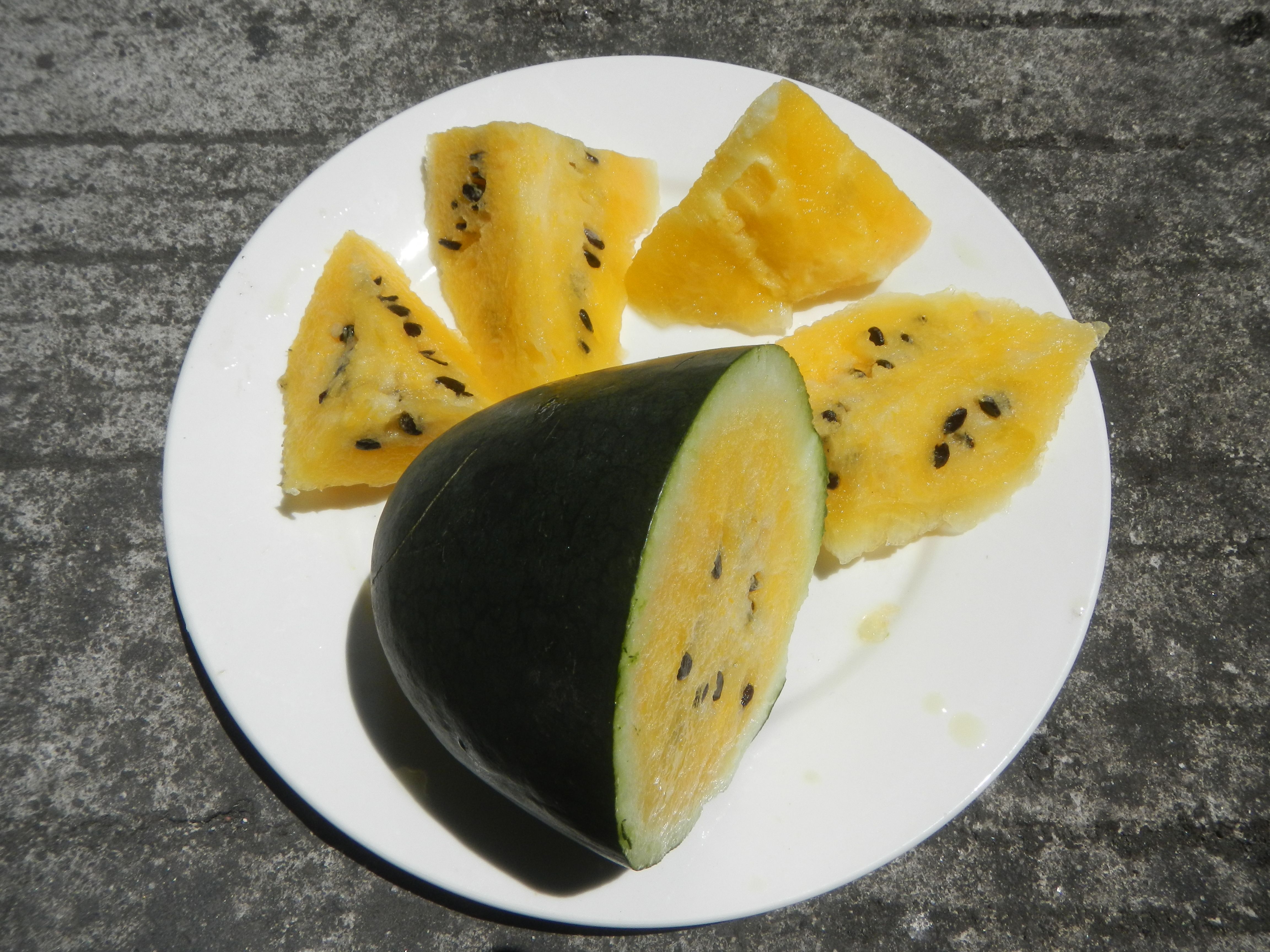
Арбуз с жёлтой мякотью.

Известные сорта бахчевых арбузов — астраханский, или быковский (белый), монастырский (зелёный с белыми полосами и с красными или серыми семенами), камышинский (такой же окраски), херсонский, мелитопольский, моздокский, урюпинский и другие. Некоторая часть арбузов поступает в солку, подобно огурцам, и для приготовления, путём варки и сгущения сочной мякоти, арбузного мёда (нардек, бекмес). При культуре арбуза на огороде или парнике семена берут лежалые (свежие дают малоплодные, хотя и сильного роста растения).
Из сортов заслуживают внимания наиболее ранние — яблочный, корейский, черноуска, малиновый крем и другие.

#### Дэнсукэ

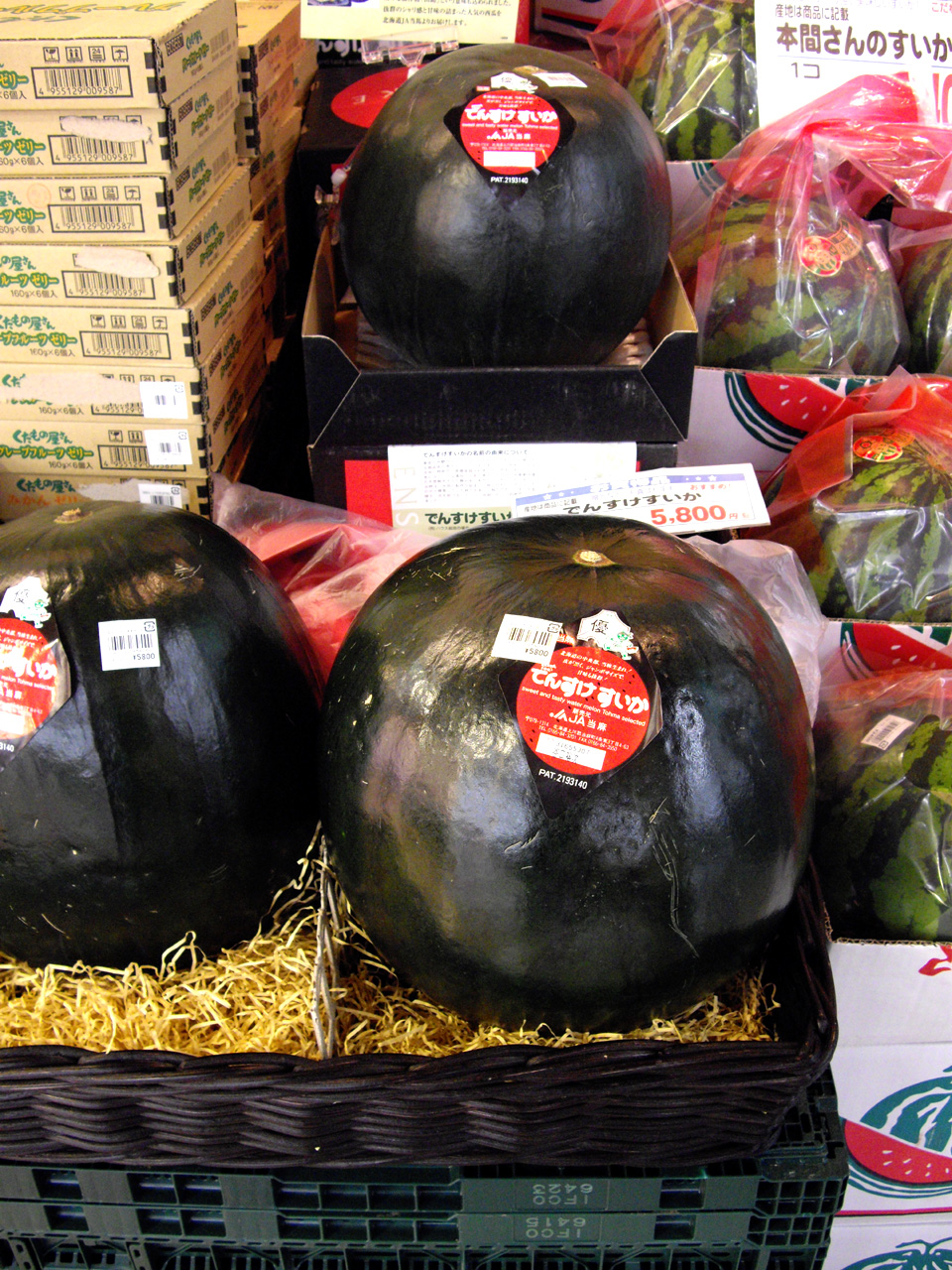
Чернокорые арбузы

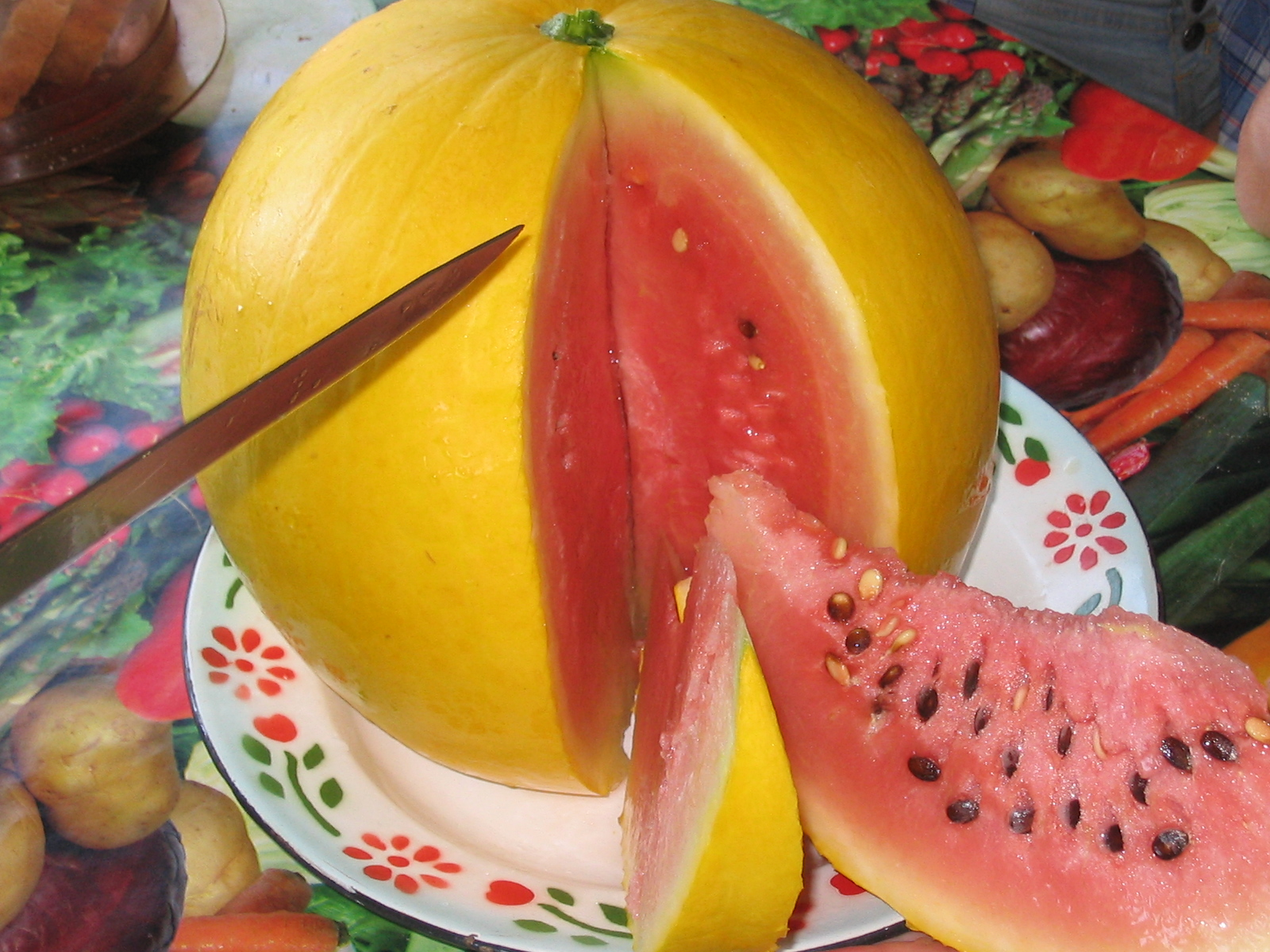
Желтокорый арбуз

На Хоккайдо культивируется сорт дэнсукэ, плоды которого имеют необычную чёрную окраску корки. Это вызвано тем, что зелёный фон на корке имеет настолько тёмный оттенок, что визуально трудноотличим от чёрных полос. Ежегодно выращивается около 10 тысяч плодов этого сорта. Благодаря необычному внешнему виду и малому объёму производства этот сорт является самым дорогим сортом арбузов в мире. В 2008 году один из первых арбузов нового урожая был продан на аукционе за 650 тысяч японских иен (примерно 6300 долл. США), а средняя цена на плоды сорта дэнсукэ составляет около 25 тысяч иен (250 долл. США) за штуку.

#### Бессемянный арбуз

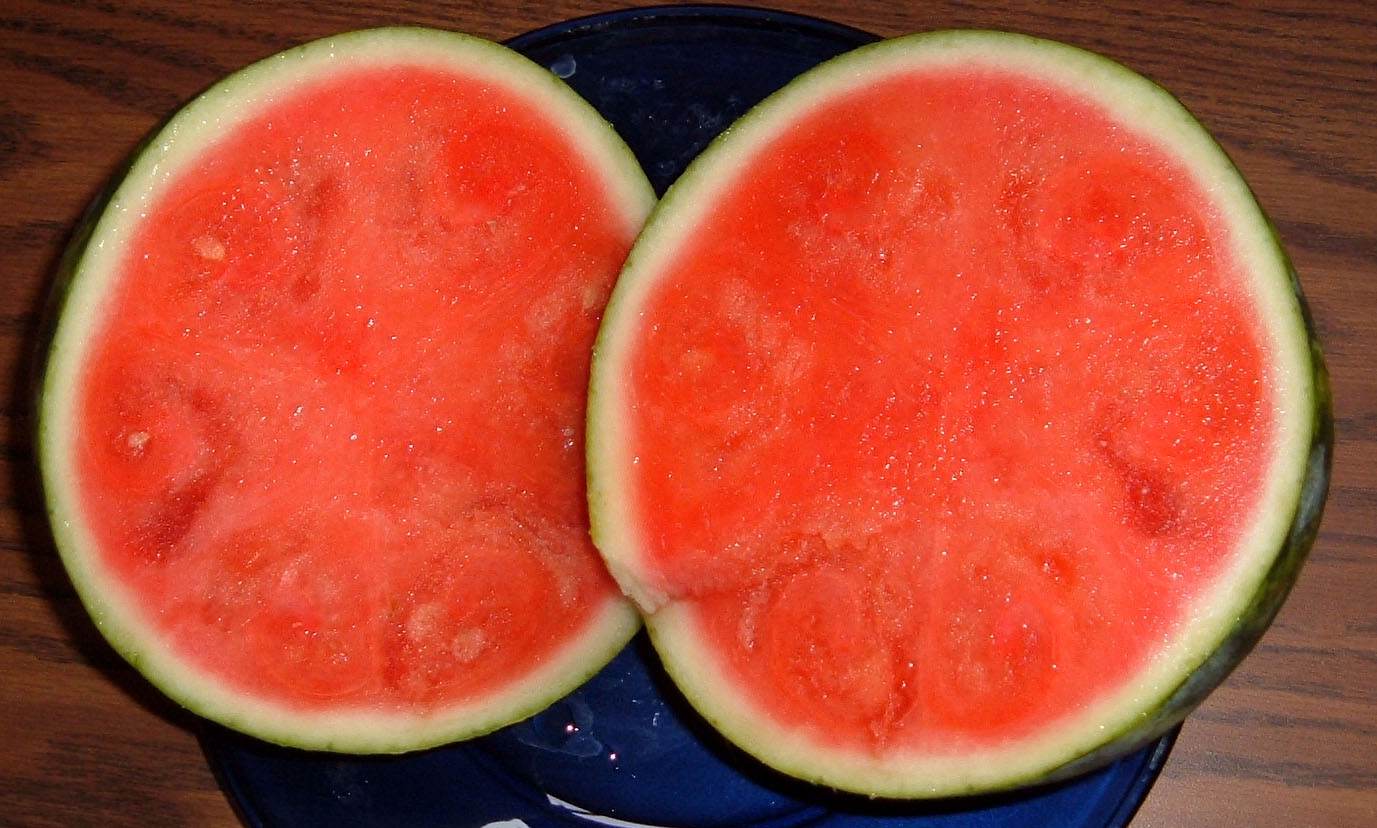
Бессемянный арбуз

Бессемянные арбузы — сорта арбуза обыкновенного (Citrullus lanatus), не имеющие косточек (семян).
Бессемянные арбузы получают путём скрещивания диплоидных (2 набора хромосом) и тетраплоидных (4 набора хромосом) родительских линий. В результате получаются триплоидные гибриды (имеющие 3 набора хромосом), не способные сформировать нормальные семена, но обладающие всеми полезными качествами арбуза.
Выведено множество бессемянных сортов арбуза, в том числе арбузы с жёлтой мякотью.

### Таксономия
Вид Арбуз обыкновенный входит в род Арбуз (Citrullus) трибы Benincaseae подсемейства Тыквенные (Cucurbitoideae) семейства Тыквенные (Cucurbitaceae) порядка Тыквоцветные (Cucurbitales).
|  |                                      |  |                                                             |                                                             |                     |  | ещё 6 семейств (согласно Системе APG II) | ещё 6 семейств (согласно Системе APG II)                     |                                                              |  |  |  | ещё 6 триб (согласно Системе APG II) | ещё 6 триб (согласно Системе APG II) |  |  |  |  | ещё 4—6 видов | ещё 4—6 видов |
|  |                                      |  |                                                             |                                                             |                     |  | ещё 6 семейств (согласно Системе APG II) | ещё 6 семейств (согласно Системе APG II)                     |                                                              |  |  |  | ещё 6 триб (согласно Системе APG II) | ещё 6 триб (согласно Системе APG II) |  |  |  |  | ещё 4—6 видов | ещё 4—6 видов |
|  |                                      |  |                                                             | порядок Тыквоцветные                                        |                     |  |                                          |                                                              | подсемейство Cucurbitoideae                                  |  |  |  |                                      | род Арбуз                            |  |  |  |  |               |               |
|  |                                      |  |                                                             | порядок Тыквоцветные                                        |                     |  |                                          |                                                              | подсемейство Cucurbitoideae                                  |  |  |  |                                      | род Арбуз                            |  |  |  |  |               |               |
|  | отдел Цветковые, или Покрытосеменные |  |                                                             |                                                             | семейство Тыквенные |  |                                          |                                                              | триба Benincaseae                                            |  |  |  | вид Арбуз обыкновенный               |                                      |  |  |  |  |               |               |
|  | отдел Цветковые, или Покрытосеменные |  |                                                             |                                                             |                     |  |                                          |                                                              |                                                              |  |  |  |                                      |                                      |  |  |  |  |               |               |
|  |                                      |  | ещё 44 порядка цветковых растений (согласно Системе APG II) | ещё 44 порядка цветковых растений (согласно Системе APG II) |                     |  |                                          | ещё одно подсемейство Zanonioideae (согласно Системе APG II) | ещё одно подсемейство Zanonioideae (согласно Системе APG II) |  |  |  | ещё 18 родов                         | ещё 18 родов                         |  |  |  |  |               |               |
|  |                                      |  |                                                             | ещё 44 порядка цветковых растений (согласно Системе APG II) |                     |  |                                          |                                                              | ещё одно подсемейство Zanonioideae (согласно Системе APG II) |  |  |  |                                      | ещё 18 родов                         |  |  |  |  |               |               |

## Мировое производство арбузов

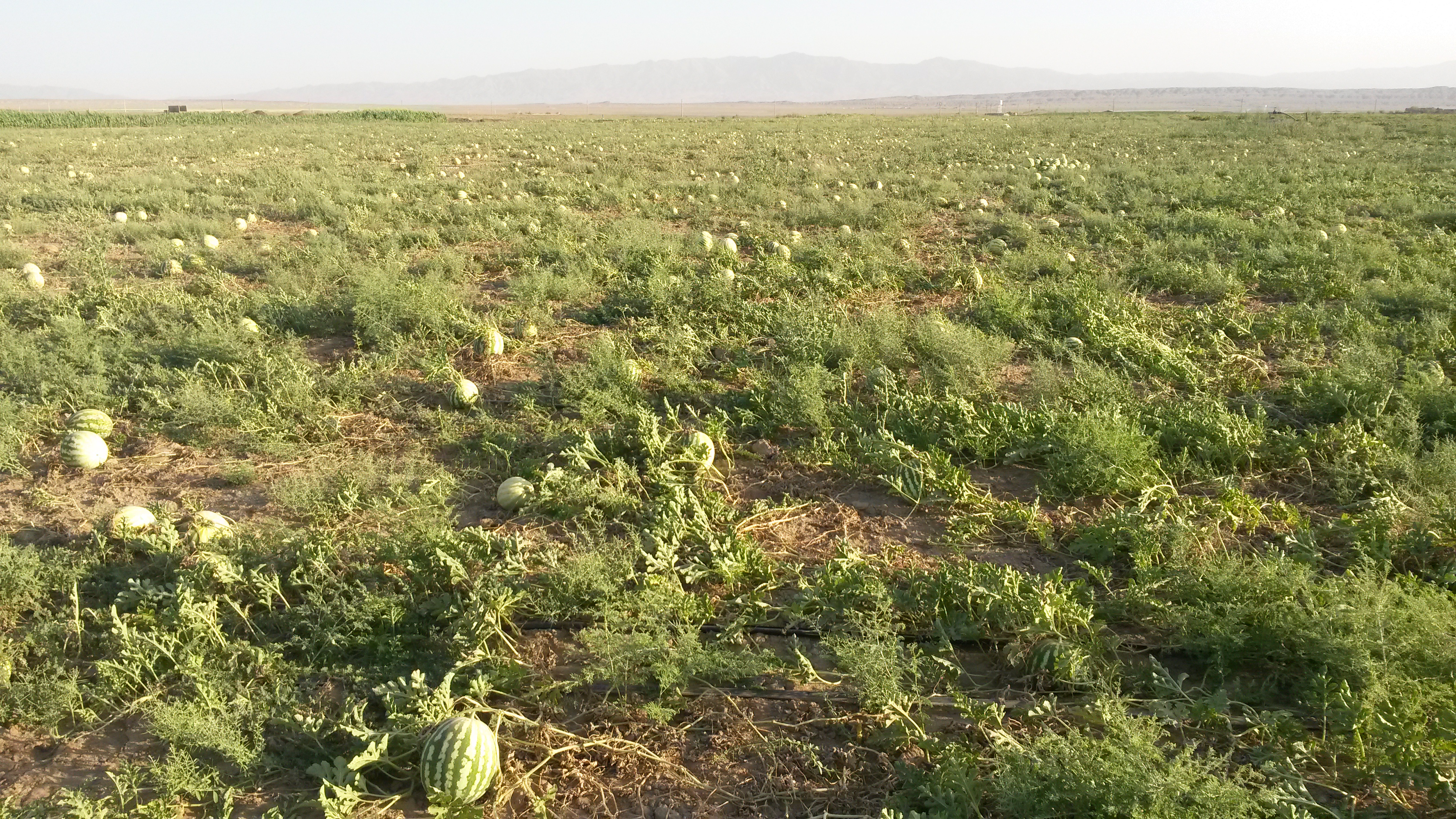
Арбузное поле

Производство арбузов по данным Продовольственной и сельскохозяйственной организации ООН (ФАО):
| Китай                    | 60291 | 63147 | 60083 | 60386 |
| Турция                   | 4022  | 4011  | 3491  | 3395  |
| Индия                    | 1727  | 2182  | 2787  | 3308  |
| Алжир                    | 1495  | 1891  | 2286  | 2023  |
| Бразилия                 | 2079  | 2312  | 2184  | 1913  |
| Россия                   | 1453  | 1815  | 1584  | 1635  |
| Пакистан                 | 358   | 546   | 565   | 1578  |
| США                      | 1639  | 1842  | 1741  | 1493  |
| Сенегал                  | 182   | 284   | 1677  | 1492  |
| Узбекистан               | 1418  | 2030  | 1254  | 1439  |
| Казахстан                | 817   | 1281  | 1260  | 1346  |
| Вьетнам                  | 1115  | 1121  | 1456  | 1200  |
| Иран                     | 3220  | 1697  | 2736  | 1200  |
| Испания                  | 871   | 1113  | 1234  | 1165  |
| Мексика                  | 1033  | 1331  | 1362  | 1147  |
| Египет                   | 1874  | 1232  | 1491  | 1025  |
| Афганистан               | 190   | 790   | 990   | 911   |
| Таджикистан              | 465   | 631   | 752   | 806   |
| Италия                   | 421   | 570   | 651   | 657   |
| Доминиканская Республика | 0     | 0     | 431   | 642   |
| Саудовская Аравия        | 374   | 606   | 522   | 605   |
| Марокко                  | 574   | 619   | 677   | 603   |
| Туркменистан             | 263   | 271   | 527   | 581   |
| Республика Корея         | 642   | 506   | 466   | 477   |
| Тунис                    | 371   | 571   | 450   | 450   |
| Ирак                     | 406   | 208   | 420   | 440   |
| Греция                   | 600   | 376   | 430   | 435   |
| Мали                     | 356   | 329   | 594   | 416   |
| Азербайджан              | 312   | 335   | 358   | 375   |
| Индонезия                | 515   | 499   | 560   | 368   |
| Кения                    | 107   | 129   | 381   | 350   |
| Сирия                    | 478   | 158   | 328   | 349   |
| Украина                  | 653   | 351   | 400   | 205   |

## Рекорды и факты
- Мировой рекорд по массе арбузов составляет примерно 90 килограммов (200 фунтов). Такой массы достиг арбуз сорта Carolina Cross 180[26].
- Самый дорогой арбуз «Дэнсукэ» продали на аукционе в Токио за 350 тысяч иен (около 3,5 тысячи долларов)[27].
- Фермер из Темрюкского района Краснодарского края Игорь Лихосенко в 2009 году вырастил арбуз сорта «Русский размер» массой в 61,4 килограмма[28]. Он является самым большим арбузом, выращенным в Европе[29].

## Галерея

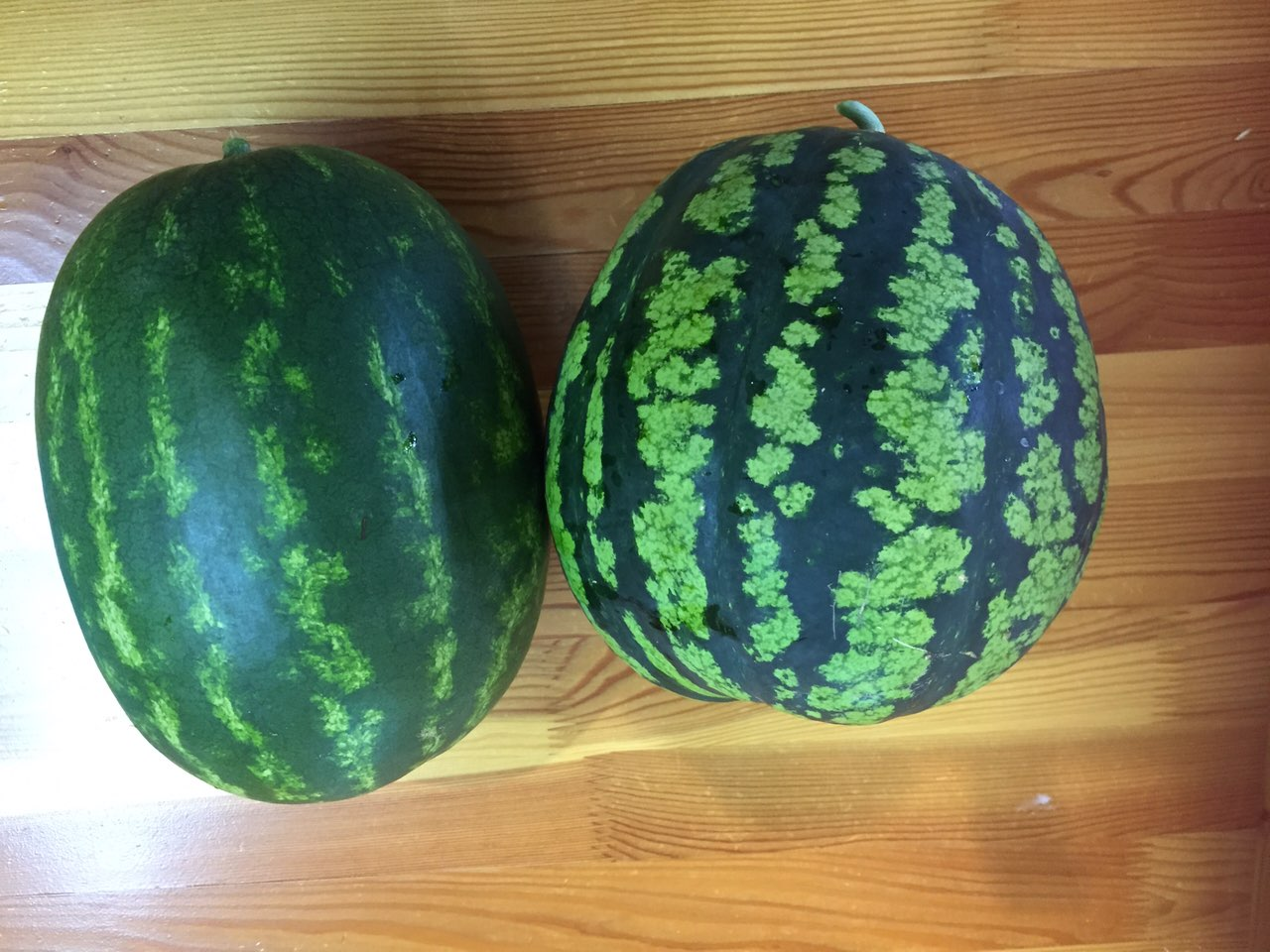
Арбуз, выращенный в Бурятии, Сибирь
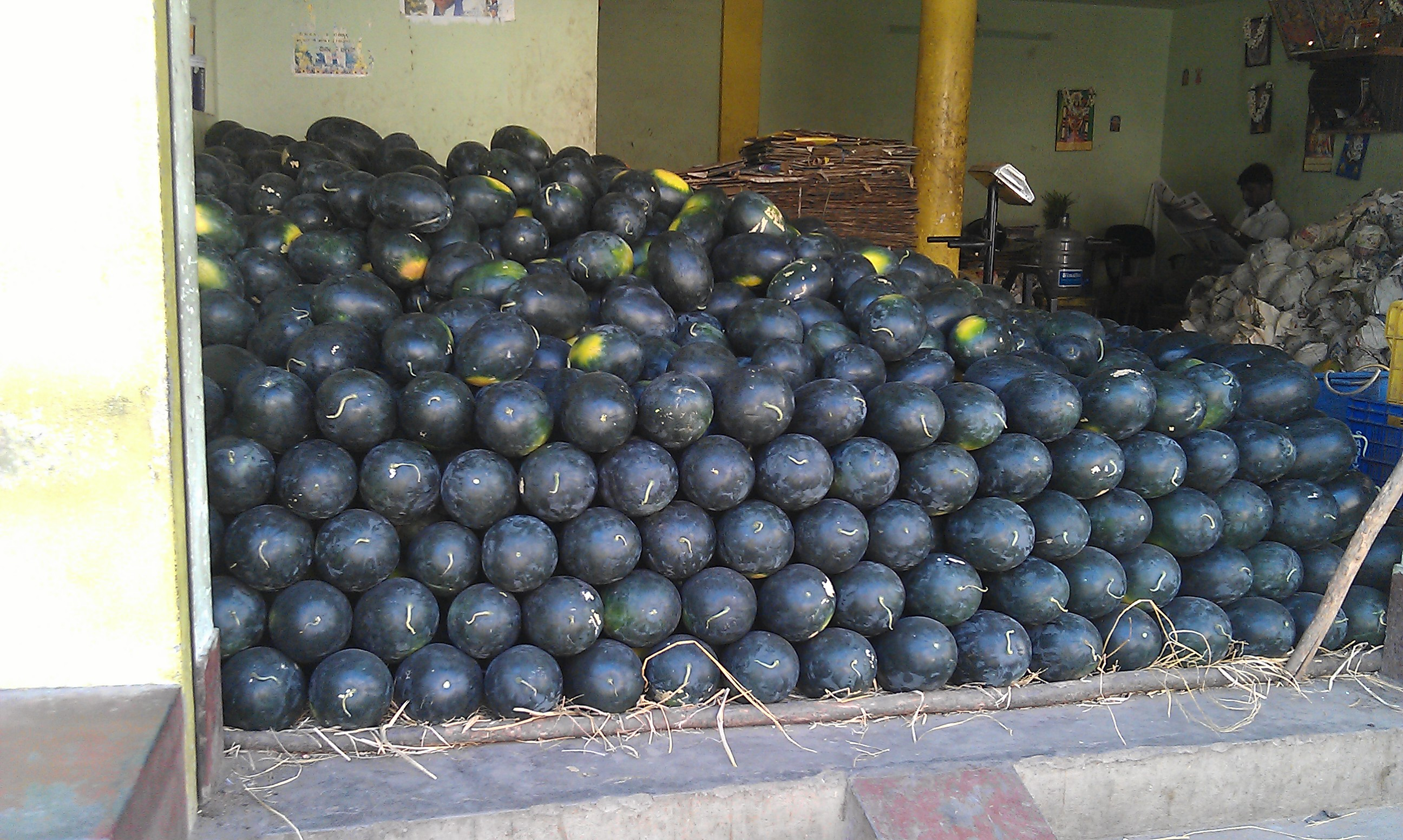
Арбузы с тёмно-зелёной коркой, Индия
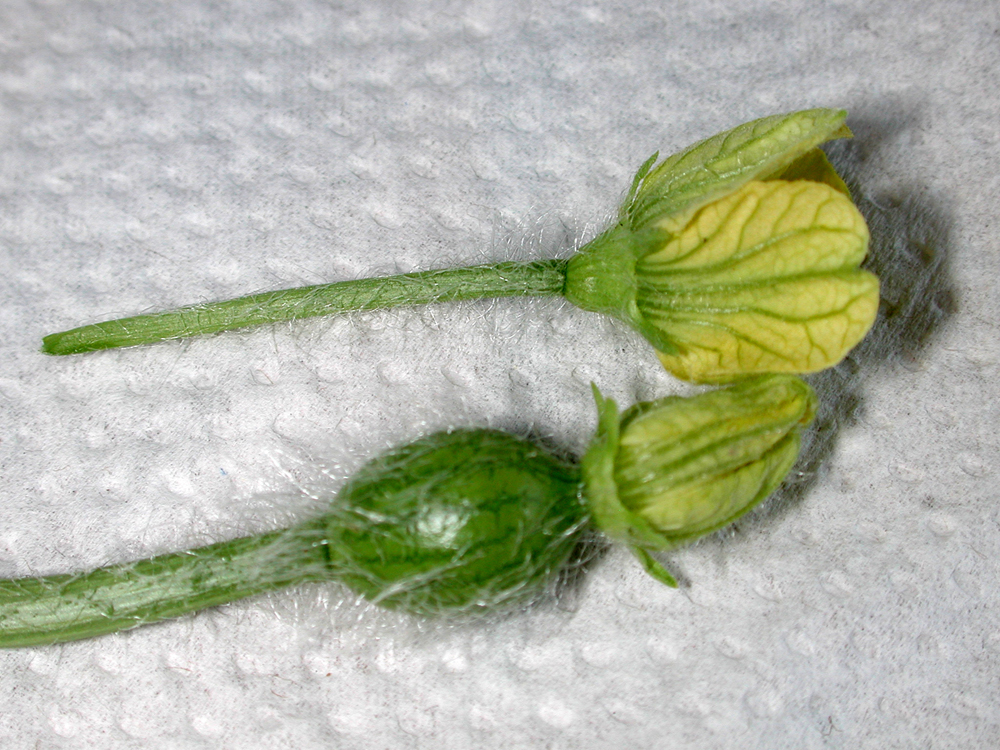
Цветочные побеги мужских и женских цветков арбуза, с завязью на женских
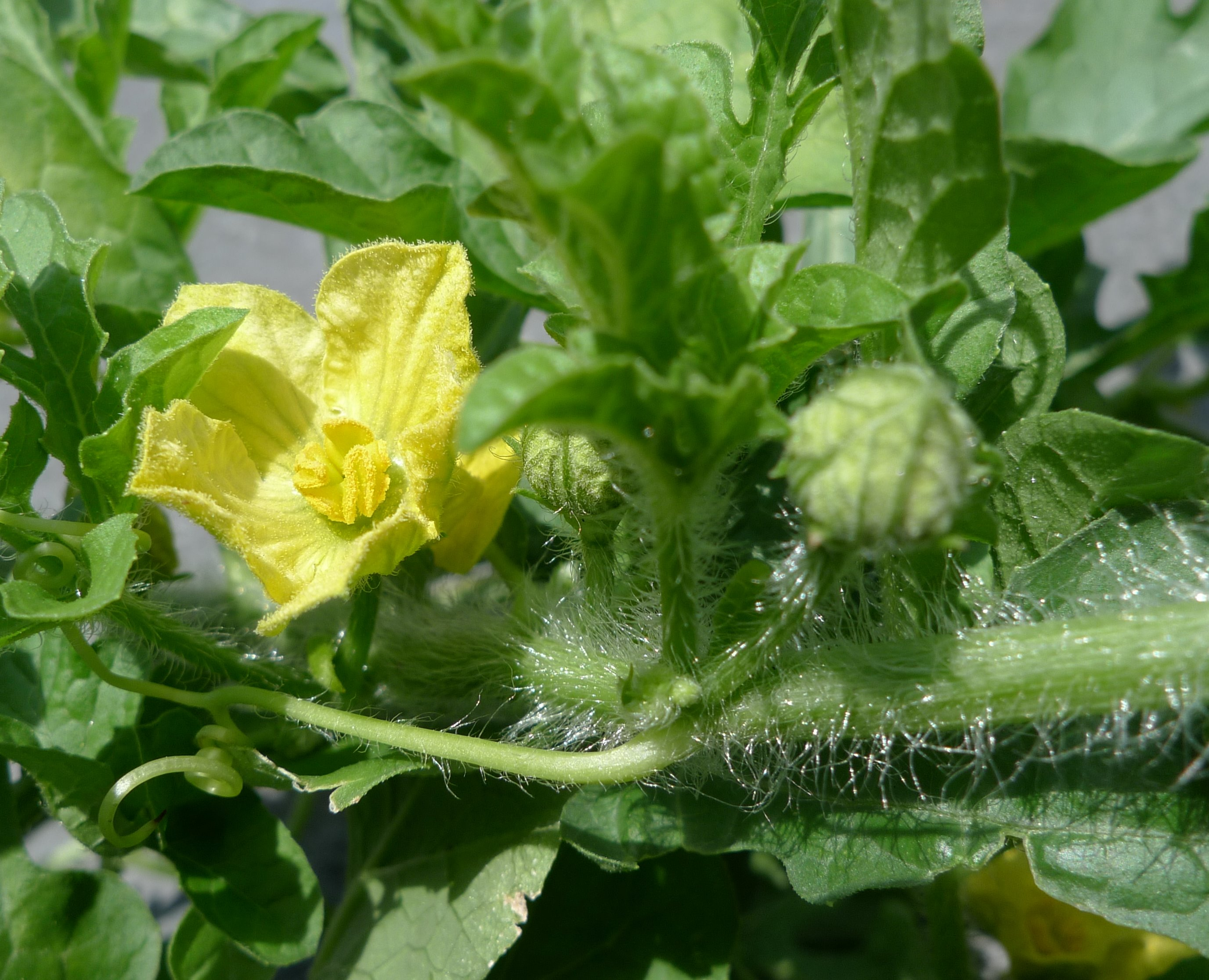
Арбузный побег крупным планом
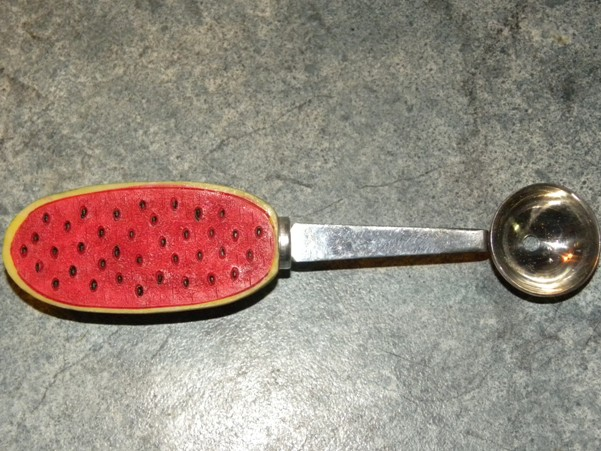
Ложка-нуазетка[англ.]
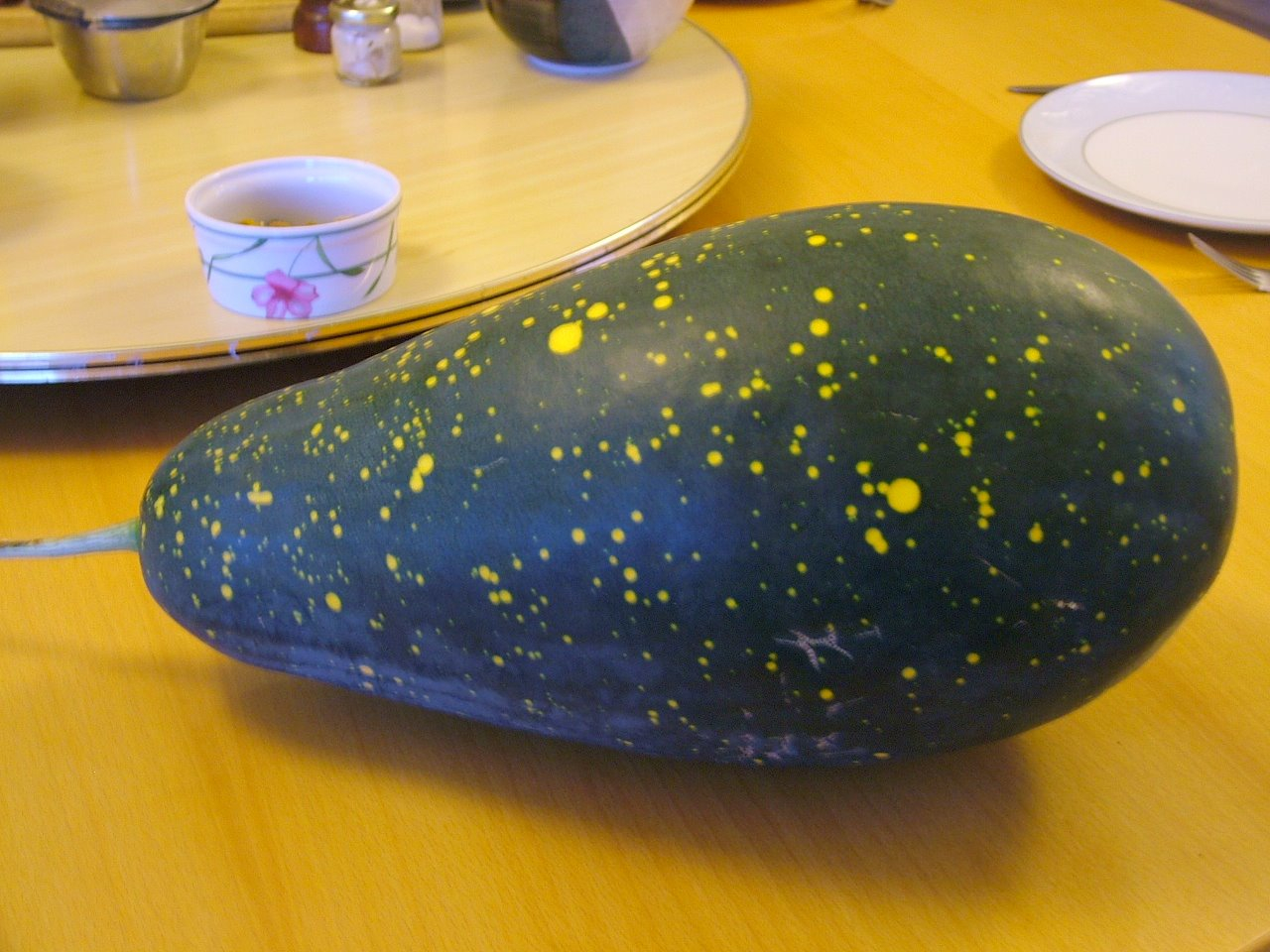
Сорт арбуза 'Moon and stars'
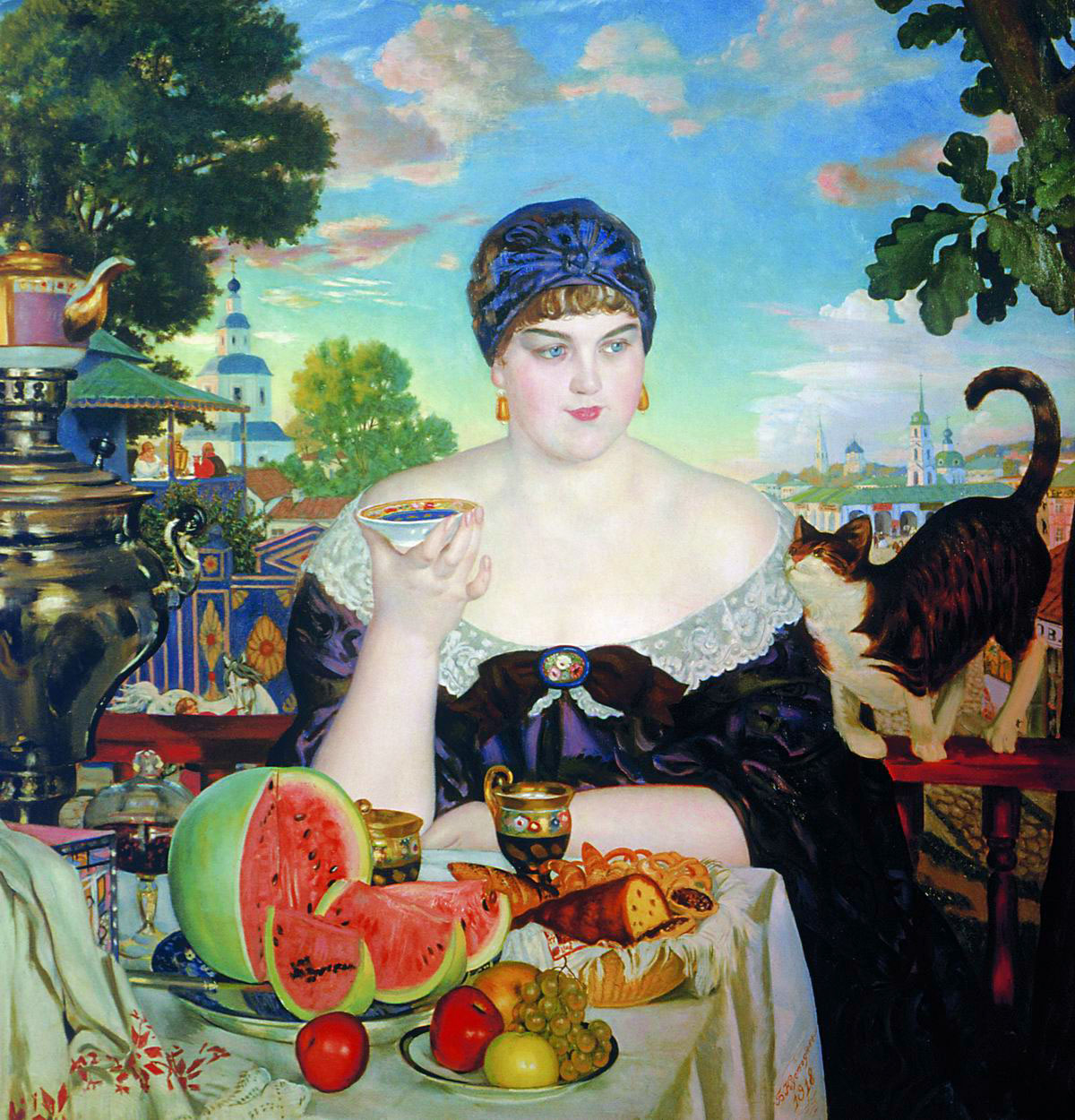
Арбуз и другие фрукты на картине «Купчиха за чаем» Бориса Кустодиева
Пёстрое арбузное семечко
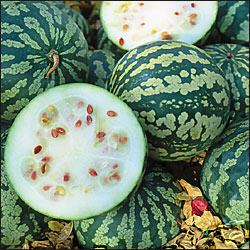
Арбуз кормовой
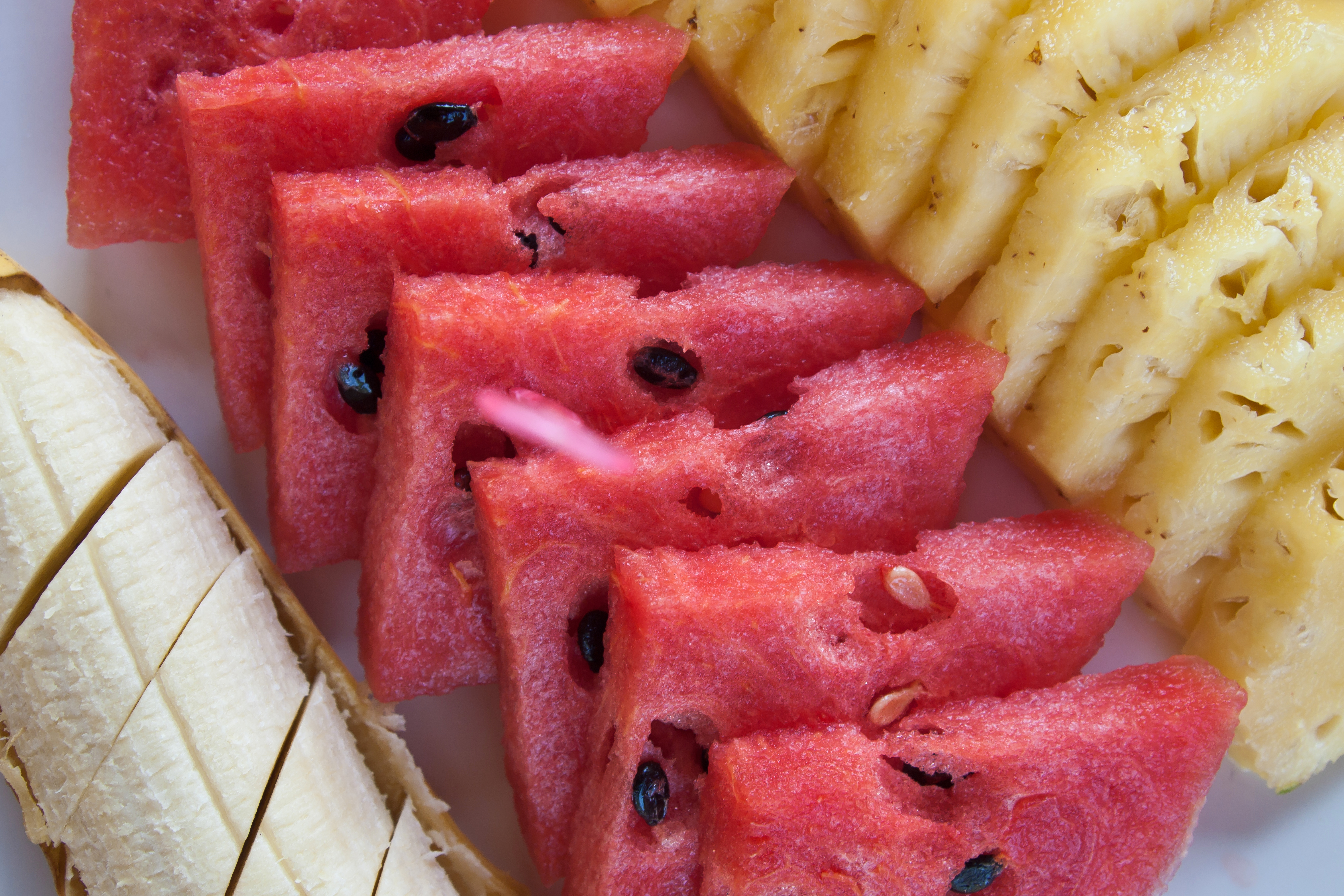
Ломтики арбуза в составе фруктового салата
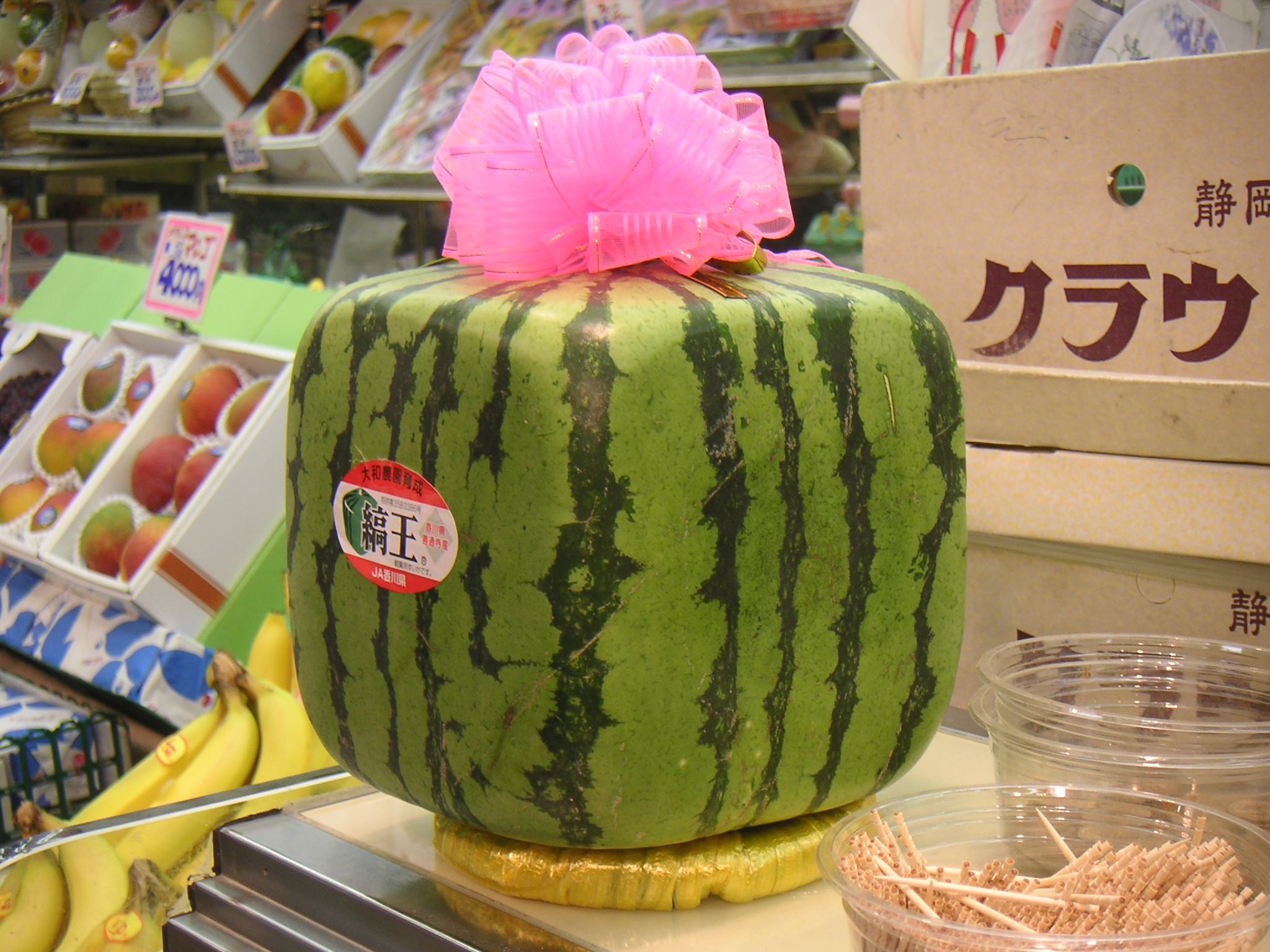
Квадратный арбуз (арбуз в форме квадрата) из Японии